# Svinkels
Svinkels est un groupe de hip-hop français originaire d'Île-de-France. 
Pendant la majeure partie de son existence, le groupe se compose de Gérard Baste, Nikus Pokus et Mr. Xavier (alias XanaX) comme MCs et de DJ Pone aux platines. Plusieurs autres musiciens et disc jockeys, tels que Dr Crunkenstein, DJ Do Bass et les musiciens présents sur l'album Dirty Centre.

## Biographie

### Formation et débuts
Les Svinkels se forment initialement en 1994. Concernant la formation du groupe, Gérard Baste explique : « Nikus et moi, on était dans deux bahuts du 4e. Moi j’étais à Charlemagne, lui à Sophie Germain. Quand on s’est rencontrés, il commençait à écrire du rap, moi ça me tentait un peu. Faut savoir qu’à cette époque, tout ça était très à la mode pour les ados. C’était normal d’avoir un tag, de rapper et de faire du break. Xanax nous a rejoints, on avait plein d’amis en commun. On a commencé le groupe à 18 ans, on devait être en 1re. On s’est tout de suite appelé Svinkels. Deux mois après la création du groupe, on avait déjà des plans pour faire des concerts à Paris. »
Le nom de Svinkels s'inspire de la Swinkels traditional beer, bière de type Pils du brasseur néerlandais Royal Swinkels, réputée pour être la moins chère sur le marché. Au lycée, on les appelait donc les Svinkels de par leur grande consommation de cette bière,. À cette période, le groupe est seulement composé de Gérard Baste et Nikus Pokus. Les deux décident de contacter DJ Do Bass, un jeune programmeur. En 1995, ils enregistrent ensemble leur première maquette et se popularisent lors de concerts.
Le groupe fait sa première apparition sur CD en 1997, sur la compilation Police avec leur morceau Alcootest,. Sur la même compilation officient Les Professionnels, duo composé de Mr. Xavier et Frédéric Lansac alias DJ Do Bass. Les deux groupes fusionnent et gardent le nom de Svinkels. Ils se font connaître par les titres Cereal Killer, sur Juste fais là ! sorti en 1998 et Réveille le punk, sur l'album Tapis rouge datant de 1999 qui sera par ailleurs le premier clip du groupe.

### Suites
DJ Pone, meilleur DJ au championnat de France DMC de 1999 à 2002, rejoint le groupe en 2001. Les Svinkels font partie du collectif Qhuit (composé de TTC, Triptik, AMS Crew, Rhum-G et L'Animalexxx) formé en 2004, avec lequel ils produisent l'album Gran Bang. Au début de 2008, le groupe est accompagné sur scène du Dirty Centre Orchestra, et non plus d'un DJ (DJ Pone), apportant ainsi un côté plus rock à leurs prestations. Cet orchestre est composé de Toma de LAB (batterie), Vince (basse), Ton's de Freedom For King Kong  (clavier) et Ardag (guitares). Les Svinkels ont aussi fait plusieurs featurings notamment avec Parabellum (Anarchie en chiraquie, 2002), Enhancer (Ma musique sur l'album Street Trash), TTC (Association de gens normals), Le Peuple de l'herbe (Monde de merde) et Triptik (Comment ça).
L'album Dirty Centre est publié le 15 juin 2008, et est produit par La Ouache Production avec un mixage de Dr Crunkenstein.
En 2014, un documentaire intitulé Un jour peut-être retrace les parcours de groupes issus de la scène rap alternatif française, dont les Svinkels.
En 2018, les Svinkels font leur retour en concert, débutant une tournée en France en avril et annonçant un quatrième album en travaux.
Le titre et clip « Mon spot » est publié le 8 juin 2020 (8.6.2020), en allusion à la bière 8.6 de Swinkels Family Brewers, annonçant la sortie prochaine de leur 4éme album (Rechute).

Ils signalent à la sortie dudit album leur volonté de clipper toutes les chansons présentes dessus. Ils sont actuellement (Juillet 2023) à 4 clips sur les 14 titres que compte l'album.
Le 10 mai 2024, Nikus Pokus meurt d'une crise cardiaque à l'âge de 51 ans alors que le groupe préparait son retour pour 2025.

### Hors collectif
À la suite d'ennuis de santé ainsi que de discordes dans le groupe, Gérard Baste annonce sur le forum du groupe qu'il arrêtait les concerts pour l'année 2009. Lorsqu'il était animateur sur Game One, Gérard Baste a coécrit plusieurs sketches, parfois en musique comme le Single du Capitaine. XanaX fait partie du groupe Les Pros avec l'ancien DJ des Svinkels, Frédéric Lansac. Le groupe a déjà sorti un album, Or du temps.
En 2017, Gérard Baste qui tourne avec les Motor City Bad Boys dont Dr Vince et XanaX, informe en interview l'envie de reformer les Svinkels à la suite du rapprochement récent avec Nikus lors du concert à l'Élysée Montmartre et l'envie de « refaire tourner le répertoire ».

## Style musical
Leur style, considéré comme alternatif au sein du hip-hop français, varie, du comique (J'pète quand j'crache, Le Svink c'est chic, Boule puante) dans la veine de TTC (en duo dans Association de gens normals), à l'artistique, tournant en dérision des sujets sérieux comme l'alcoolisme (Cereal killer) en passant par quelques morceaux engagés contre le racisme et l'extrême-droite notamment (Front contre front, L'Internazionale, Dizy qu'il est fini ou encore Le Corbeau) et la musique punk (Réveille le punk).
Les Svinkels définissent eux-mêmes leur musique par les termes « crade-core » ou bien « slip-hop ». Leur style est comparé aux Beastie Boys ou à Cypress Hill lors de leurs passages sur scène.
L'une des particularités des Svinkels vient de leurs textes où l'on perçoit nombre de jeux de mots (exemple « retour aux seventies, c'est pire que Seven quand je tise » sur Raid Def Jam (Bois mes paroles) et de multiples références musicales plus ou moins « référencables » comme Nina Hagen, les Bérurier Noir, Jean Ferrat ou Pantera sur Réveille le punk (« Gérard Baste la Nina Hagen française » « Mais jamais j’brûlerai mes vieux albums des Bérus - Fils j’en suis trop féru plus que Jean Ferrat - Je préfère le rock ferreux de Pantera »), les Beastie Boys (« C'est le Svink Papa, tu sais: les Beastie Français » dans « Droit dans l'mur » sur Dirty Centre) ou même Alanis Morissette dans « Happy Hour » : « J'tourne à l'anis comme Morissette. »  Revendiquant un style en constante évolution, leur album Dirty Centre fut principalement influencé par le Dirty South américain.

## Membres
- Gérard Baste (Matthieu Balanca) - Chant (1994-2009, 2017–aujourd'hui)
- Nikus Pokus (Nicolas Tissier) - Chant, Production (Juste fais là ! ; Tapis rouge ; Bons pour l'Asile ; Dirty Centre) (1994-2009, 2017–2024)
- M. Xavier, également appelé Xanax ou Frank Sinatrax (Xavier Vindard) - Chant (1997-2009, 2017–aujourd'hui)
- DJ Do Bass (Frédéric Lansac) - DJing (1995-1998)
- DJ Pone (Thomas Parent) - DJing (2001–2007, 2017–aujourd'hui)
- Dr Crunkenstein, ou Planet Get Down (Ludovic Bource) - Production (Le svink, c'est chic), Arrangements (Dirty Centre)

## Discographie

### Albums studio
- 1999 : Tapis rouge
- 2003 : Bons pour l'asile
- 2008 : Dirty Centre
- 2021 : Rechute

### Remix
- 2005 : DJ Pone réveille le Svink !

### EPs
- 1998 : Juste fais là !
- 2000 : Bois mes paroles
- 2020 : Les instrus du Prince
- 2021 : Dossiers perdus, Vol. 1

### Albums collaboratifs
- Gran Bang (avec Qhuit) (2004)
- Future School (avec AMS Crew) (2005)

### Autres
- Alcootest (Inspecteur Gadget) (1997)
- Refaire l'immonde
- Svinkels.com
- Géopolitique avec Dabaaz, Rhum-G
- Nights Clubbers avec Rhum-G
- Bon pour l'asile
- La Kermesse avec les Fils de Teuhpu
- La Mongolienne (bande-originale de La Beuze)
- Comment ça ? avec Triptik
- Dans le club All Stars Remix avec TTC, Cyanure (ATK)
- Le Manège enchanté
- Hot O Momo avec DJ Mehdi
- The Headbanger avec Busy P (2007)
- Petit con (2007)
- Monde de merde avec Le Peuple de l'herbe (2008)